# Темпио Паузания
Темпио Паузания (на италиански: Tempio Pausania) e град и община в Италия. Населението на града е 14 230 души по данни от преброяването през 2008 г.